# Култура Србије у средњем веку
Култура Србије у средњем веку обухвата културна достигнућа и праксе на територији српских средњовековних држава од досељавања Словена на Балкан (VI-VII век) до пада под османску власт (средина XV века). Овај период карактерише снажан утицај Византије и православног хришћанства, али и развој аутентичних културних израза, посебно у архитектури, сликарству, књижевности и музици. Култура средњовековне Србије била је темељ за каснији развој српског националног и културног идентитета.

## Историјски оквир
Формирање првих српских држава, процес христијанизације и успон династије Немањића (XII–XIV век) створили су услове за процват културе. Доба Немањића, посебно владавина Стефана Немање, Светог Саве, Стефана Првовенчаног, краља Милутина и цара Душана, представља "златно доба" српске средњовековне културе. Након Косовске битке (1389) и у периоду Српске деспотовине (почетак XV века), културни живот се наставља, али у измењеним политичким околностима, све до коначног пада под османску власт.

## Архитектура
Средњовековна архитектура у Србији најрепрезентативнија је у сакралним објектима (манастири и цркве) и фортификацијама.
- Рани период и преднемањићко наслеђе: Из овог периода сачувано је мало значајнијих архитектонских споменика. Петрова црква код Новог Пазара (IX-X век) представља јединствен пример ротонде са кружном основом и куполом.
- Архитектура у доба Немањића: Развијају се два главна стила:
  - Рашки стил: Одликује га једнобродна основа са куполом, спољна обрада у камену и утицаји романичке уметности са Запада, уз византијске основе. Примери: Студеница, Жича, Милешева, Сопоћани, Градац.
  - Српско-византијски стил (Вардарски стил): Карактерише га основа у облику уписаног крста, више купола, и фасаде украшене смењивањем камена и опеке (клоазон техника) и керамопластиком. Примери: Хиландар (Милутинова обнова), Богородица Љевишка, Грачаница, Пећка патријаршија. Високи Дечани представља специфичан спој романичке спољашњости и византијске унутрашњости.
- Моравска школа архитектуре: Развија се у долини Велике Мораве. Препознатљива је по триконхалним основама, богатој декоративној каменој пластици (преплети, розете, флорални и зооморфни мотиви) и полихромији фасада. Примери: Раваница, Лазарица, Љубостиња, Каленић, Манасија.[2]
- Фортификациона архитектура: За одбрану су подизана моћна утврђења попут Београдске, Смедеревске, Голубачке и Магличке тврђаве.[3]

## Сликарство
Српско средњовековно сликарство достигло је изузетне уметничке домете, пре свега у облику фрескописа и иконописа.
- Фрескопис: Зидови унутрашњости цркава и манастира били су у потпуности осликани фрескама, пратећи сложене иконографске програме византијске теологије.
  - Сликарство Рашке школе (XIII век): Карактерише га монументалност, пластичност фигура и свечаност израза. Врхунци су фреске у Милешеви (Бели анђео)[4] и Сопоћанима (Успење Богородице).[5][6]
  - Сликарство доба краља Милутина (крај XIII – поч. XIV века): Под утицајем ренесансе Палеолога, одликује се наративношћу и елеганцијом (нпр. Грачаница, Богородица Љевишка).
  - Сликарство XIV века: Наставља се висок квалитет (нпр. Дечани са највећим очуваним ансамблом фресака).[7]
  - Сликарство Моравске школе (крај XIV – средина XV века): Лирскији и декоративнији израз (нпр. Каленић, Манасија).[8][9]
- Иконопис: Сликање икона на дрвету пратило је развој фрескописа. Значајне збирке икона чувају се у Народном музеју у Београду и манастирским ризницама.[10]
- Илуминација рукописа: Рукописне књиге су украшаване минијатурама и иницијалима. Мирослављево јеванђеље (крај XII века) је најрепрезентативнији пример.[11][12]

## Књижевност и писменост
Српска средњовековна писменост и књижевност развијале су се на старословенском језику српске редакције. Центри писмености били су манастирски скрипторијуми.
- Писма: Употреба глагољице и, касније доминантно, ћирилице.
- Жанрови: Најзначајнији књижевни жанр била су житија (хагиографије и биографије владара и светаца). Познати писци су Свети Сава (Житије Светог Симеона), Стефан Првовенчани (Житије Светог Симеона), Доментијан (Житије Светог Саве, Житије Светог Симеона), Теодосије (Житије Светог Саве). Писане су и похвале, службе, летописи и родослови.
- Правни списи: Законоправило Светог Саве и Душанов законик представљају темеље српског средњовековног права.
- Рукописне књиге: Поред Мирослављевог јеванђеља, значајни су и други рукописи попут Вукановог јеванђеља, Карејског типика, Студеничког типика.

## Музика
Доминантни облик музике у средњовековној Србији била је црквена музика, заснована на византијском појању и систему Осмогласника. Коришћена је неумска нотација. Кир Стефан Србин (XV век) је најранији познати српски композитор. О световној музици мање се зна јер није записивана, али фреске и писани извори сведоче о постојању дворских музичара и употреби инструмената као што су лаута, фидула, бубњеви и трубе.

## Примењена уметност
У средњовековној Србији била је развијена примењена уметност, посебно златарство (израда накита, црквених сасуда, окова за књиге), уметнички вез (црквене одежде), дрворезбарство (иконостаси, намештај) и керамика. Сачувани су вредни примерци који сведоче о високом занатском и уметничком нивоу.

## Образовањеинаука(у зачетку)
Образовање је било углавном везано за манастире, где су постојале школе за описмењавање и образовање свештенства. Први трагови научне мисли јављају се у областима теологије, права и медицине (манастирска медицина, нпр. у Хиландару).

## Утицаји и специфичности
Култура средњовековне Србије развијала се под доминантним утицајем Византије, која је била извор духовности, уметничких модела и државно-правних традиција. Повремени утицаји са Запада (посебно романички и готички у архитектури и примењеној уметности) такође су присутни, али су прилагођавани домаћем контексту. Српска средњовековна култура успела је да на овим основама створи аутентичне и препознатљиве вредности.

## Значај и наслеђе
Културно наслеђе средњовековне Србије представља темељ српског националног идентитета и најзначајнији део укупне културне баштине Србије. Бројни споменици и уметничка дела из овог периода имају не само национални, већ и европски и светски значај, о чему сведочи и упис неколико локалитета на Унескову листу Светске баштине.